# Jan Steen
Jan Havickszoon Steen (/jɑn ˈhɑviksˌzoˑʊ̯n steˑɪ̯n/; Leida, 1626 – Leida, 3 febbraio 1679) è stato un pittore olandese.
L'introspezione psicologica, l'ironia e l'abbondanza di colore sono le caratteristiche che contraddistinguono il suo stile.

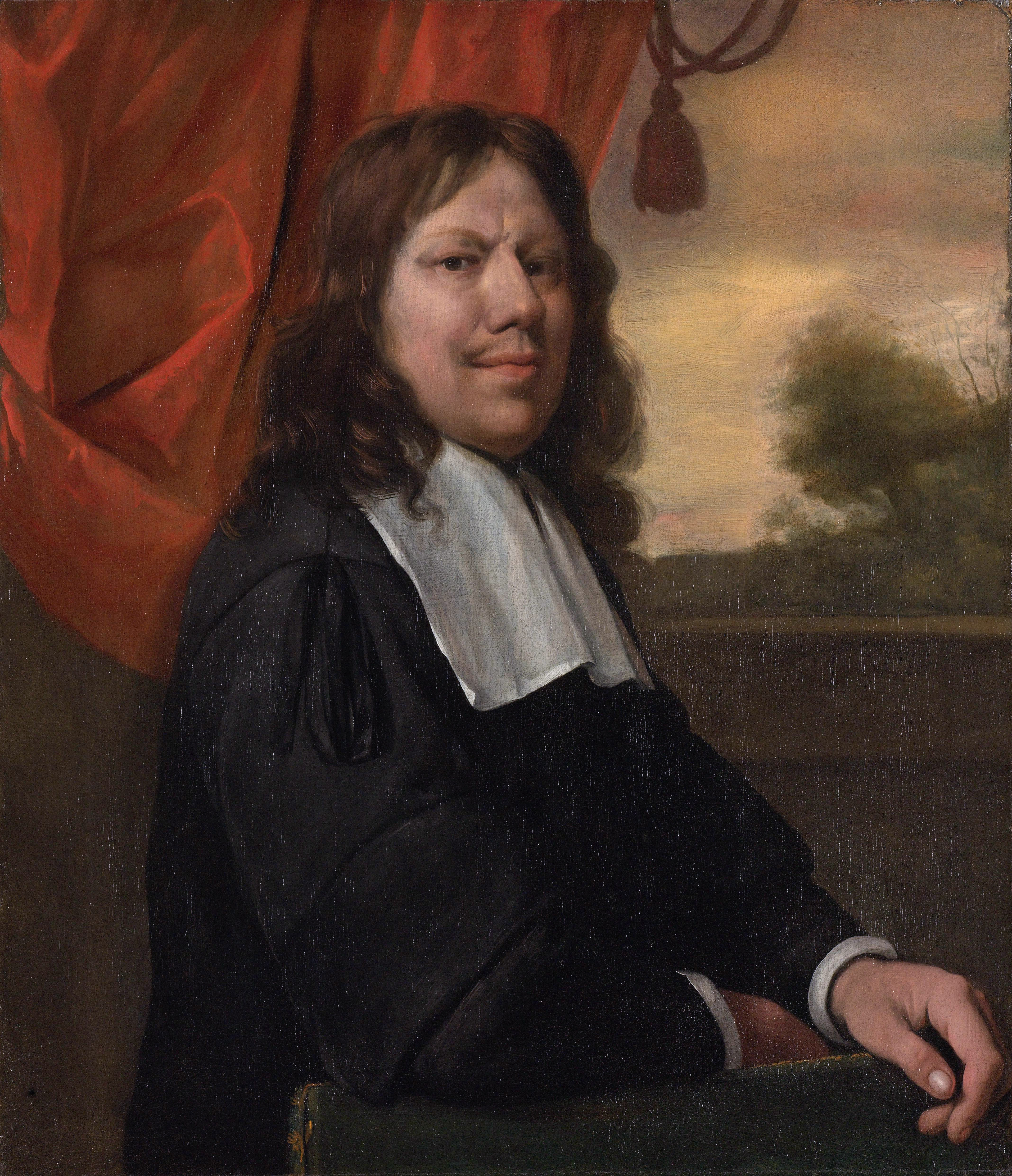
Autoritratto; Rijksmuseum, Amsterdam

## Biografia
Jan Steen nacque a Leida, in una famiglia cattolica benestante, figlio di un birraio che gestiva la locanda L'alabarda rossa da molte generazioni. Come il suo più noto contemporaneo Rembrandt, Steen frequentò la scuola latina di Leida. Ricevette la sua educazione artistica da Nicolaes Knüpfer, pittore tedesco noto per i suoi quadri a sfondo storico o narrativo ambientati a Utrecht. Le influenze di Nicolaes si ritrovano nell'uso della composizione e del colore. Un'altra fonte di ispirazione fu Adriaen van Ostade, pittore di scene rurali, vissuto ad Haarlem, anche se non è noto se vi sia stata qualche frequentazione tra i due.
Nel 1648 Jan Steen fu tra i fondatori della Sint-Lucasgilde ("Gilda di San Luca") di Leida, ma, poco dopo, divenne assistente del rinomato paesaggista Jan van Goyen e si trasferì in casa sua a L'Aia. Il 3 ottobre 1649 sposò Margriet, figlia di van Goyen, dalla quale ebbe otto figli. Steen lavorò con il suocero fino al 1654, quando si trasferì a Delft, dove avviò la fabbrica di birra De Roscam ("Al pettine") senza molto successo. Visse poi a Warmond del 1656 al 1660 e ad Haarlem dal 1660 al 1670, periodo in cui fu molto produttivo. 
Nel 1670, a seguito della morte del padre e di quella della moglie, avvenuta un anno prima, Steen tornò a Leida, dove aveva ereditato la casa paterna, in cui visse fino alla morte. Qui ebbe nel 1672 la licenza per aprire una taverna e nell'aprile del 1673 si sposò di nuovo, con Maria van Egmont, che gli diede un altro figlio. Nel 1674 divenne presidente della Sint-Lucasgilde. 
Morì a Leida nel 1679 e fu sepolto nella tomba di famiglia nella Pieterskerk.

## Attività artistica

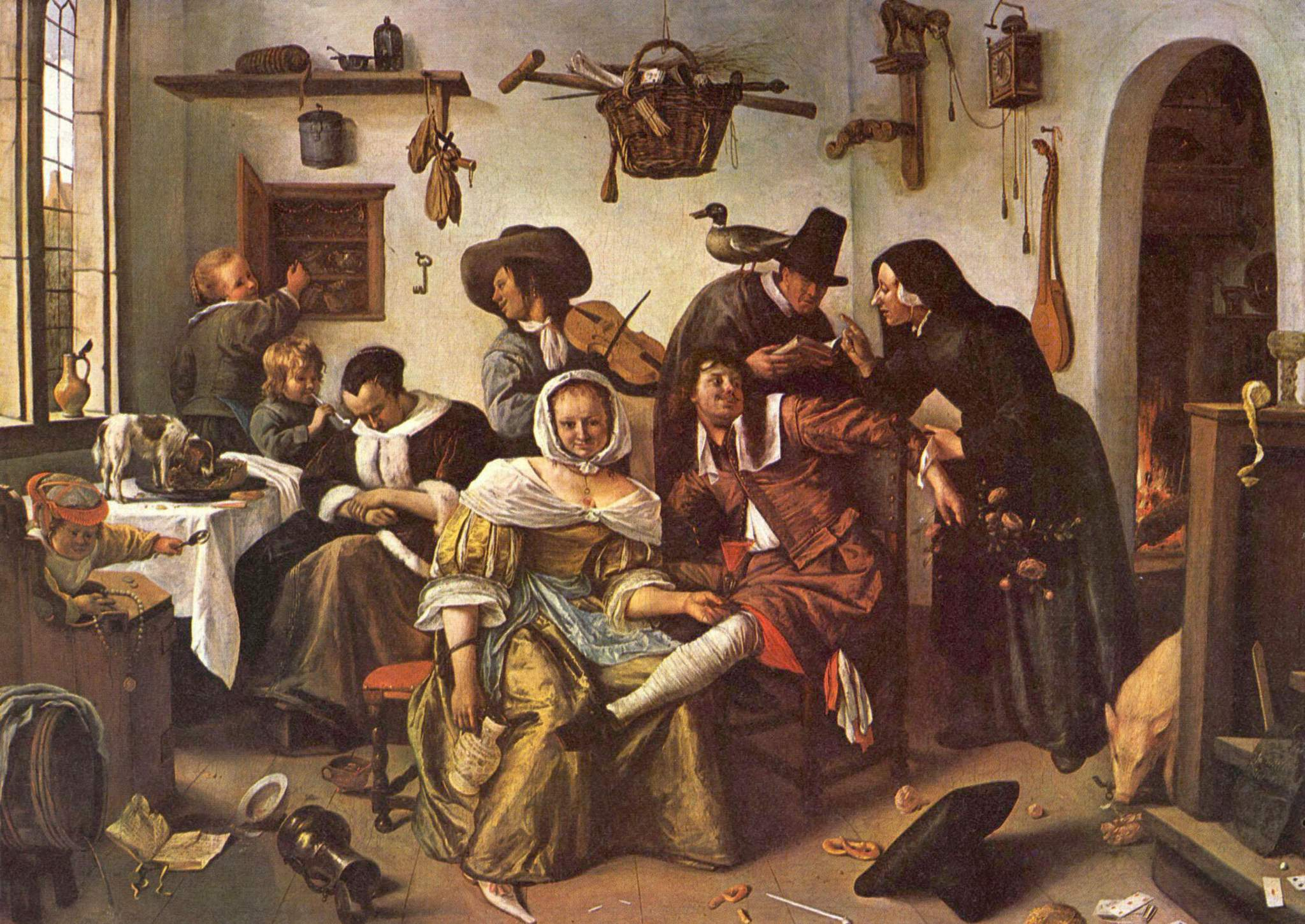
Nella lussuria, fa' attenzione

Steen fu uno dei pittori più popolari nell'Olanda del XVII secolo. La sua amplissima produzione comprende sia scene di genere, che soggetti mitologici e biblici, fino anche a nature morte e paesaggi. Dipinse anche diversi autoritratti, nei quali non mostra alcuna vanità. 
Il tema preferito da Jan Steen fu comunque la vita di tutti i giorni, soprattutto delle classi medie e basse della società, che ritrae nelle loro abitudini ordinarie o nelle festività. Molte delle scene di genere da lui dipinte sottintendono significati allegorici o moraleggianti: rappresentando ora il caos, ora la lascivia, ora esempi di strette vedute, ora scene umoristiche, lasciò sottili indizi che avvertono lo spettatore piuttosto che invitarlo a copiare questi comportamenti. Molti dei suoi lavori fanno riferimento a vecchi proverbi olandesi e alla letteratura del Paesi Bassi. Nella sua attenzione alle debolezze e agli errori grandi e piccoli della società, spesso esagerati teatralmente, ritrasse i personaggi con attenzione e affetto, fornendo una straordinaria gamma di informazioni sulla vita del suo tempo. 
Il pittore non ebbe alcun apprendista in particolare, ma il suo lavoro fu fonte di ispirazione per molti altri pittori successivi.

## Opere
- Nella lussuria, fa' attenzione, 1660, olio su tela, 105x146 cm;
- Visita del medico, 1661-1662;
- Giocatori di birilli davanti a una locanda, 1663 circa;
- Effetti dell'intemperanza, 1663-1665 circa;
- Celebrazione della nascita, 1664;
- Ira di Assuero, 1671-1673 circa;
- Danza delle uova, 1674 circa.